# Seychelles ai Giochi della XXIX Olimpiade
Le Seychelles hanno partecipato ai Giochi della XXIX Olimpiade di Pechino, svoltisi dall'8 al 24 agosto 2008, con una delegazione di 8 atleti.

## Atletica leggera
| Gara  | Atleta        | Batterie | Batterie | Quarti | Quarti | Semifinali | Semifinali | Finale | Finale |
| Gara  | Atleta        | Tempo    | Pos.     | Tempo  | Pos.   | Tempo      | Pos.       | Tempo  | Pos.   |
| ----- | ------------- | -------- | -------- | ------ | ------ | ---------- | ---------- | ------ | ------ |
| 100 m | Danny D'Souza | 11"00    | 7        |        |        |            |            |        |        |

| Gara                   | Atleta                | Qualificazioni | Qualificazioni | Finale | Finale |
| Gara                   | Atleta                | Misura         | Pos.           | Misura | Pos.   |
| ---------------------- | --------------------- | -------------- | -------------- | ------ | ------ |
| Lancio del giavellotto | Lindy Leveau-Agricole | 56,32 m        | 29             |        |        |

## Badminton
| Gara         | Atleta                          | Ottavi                                                          | Quarti | Semifinali | Finale |
| ------------ | ------------------------------- | --------------------------------------------------------------- | ------ | ---------- | ------ |
| Doppio misto | Georgie Cupidon Juliette Ah-Wan | Robert Mateusiak Nadieżda Kostiuczyk (Polonia) 0-2 (8-21,19-21) |        |            |        |

## Canoa/kayak
| Gara      | Atleta       | Batterie | Batterie | Semifinali | Semifinali | Finale | Finale |
| Gara      | Atleta       | Tempo    | Pos.     | Tempo      | Pos.       | Tempo  | Pos.   |
| --------- | ------------ | -------- | -------- | ---------- | ---------- | ------ | ------ |
| K1 500 m  | Tony Lespoir | 1'53"248 | 7        |            |            |        |        |
| K1 1000 m | Tony Lespoir | 4'05"890 | 8        |            |            |        |        |

## Sollevamento pesi
| Gara           | Atleta         | Strappo | Strappo | Slancio | Slancio | Totale | Posizione |
| Gara           | Atleta         | Ris.    | Pos.    | Ris.    | Pos.    | Totale | Posizione |
| -------------- | -------------- | ------- | ------- | ------- | ------- | ------ | --------- |
| 85 kg maschile | Terrence Dixie | 115     | 19      | 140     | 16      | 255    | 16        |

## Nuoto
| Gara                         | Atleta                | Batterie | Batterie | Semifinali | Semifinali | Finale | Finale |
| Gara                         | Atleta                | Tempo    | Pos.     | Tempo      | Pos.       | Tempo  | Pos.   |
| ---------------------------- | --------------------- | -------- | -------- | ---------- | ---------- | ------ | ------ |
| 50 m stile libero maschili   | Dwayne Benjamin Didon | 28"95    | 84       |            |            |        |        |
| 400 m stile libero femminili | Shrone Austin         |          |          | 4'38"86    | 41         |        |        |
| 100 m rana femminili         | Shrone Austin         | 1'19"02  | 42       |            |            |        |        |

## Vela
| Gara           | Atleta      | Regata | Regata | Regata | Regata | Regata | Regata | Regata | Regata | Regata | Regata | Regata | Punteggio | Pos. |
| Gara           | Atleta      | 1      | 2      | 3      | 4      | 5      | 6      | 7      | 8      | 9      | 10     | M      | Punteggio | Pos. |
| -------------- | ----------- | ------ | ------ | ------ | ------ | ------ | ------ | ------ | ------ | ------ | ------ | ------ | --------- | ---- |
| Laser maschile | Allan Julie | 33     | 37     | 13     | 33     | 27     | 16     | 21     | 30     | 30     | -      |        | 203       | 32   |